# WebFrog Blog
WebFrog Blogは、PHPで書かれたブログソフトウェア。DBMSが不要で、インストールが簡単なのが特徴。
従来は Perl での開発であったが、PHPでの開発に移行した。
現在は公式サイトも消滅して、開発は停止している。
Perl版のプログラムは RingWorld に移譲され、RingBlog の名称で開発が進んでいる。